# Natalla Hielach
Natalla Hielach (biał. Наталля Гелах; ur. 30 maja 1978 w Mozyrzu) – białoruska wioślarka.

## Osiągnięcia
- Mistrzostwa Świata – St. Catharines 1999 – dwójka bez sternika – 4. miejsce[1].
- Igrzyska Olimpijskie – Sydney 2000 – ósemka – 4. miejsce[1].
- Mistrzostwa Świata – Lucerna 2001 – czwórka bez sternika – 6. miejsce[1].
- Mistrzostwa Świata – Lucerna 2001 – ósemka – 5. miejsce[1].
- Mistrzostwa Świata – Sewilla 2002 – dwójka bez sternika – 3. miejsce[1].
- Mistrzostwa Świata – Mediolan 2003 – dwójka bez sternika – 2. miejsce[1].
- Igrzyska Olimpijskie – Ateny 2004 – czwórka bez sternika – 3. miejsce[1].
- Mistrzostwa Świata – Gifu 2005 – dwójka bez sternika – 2. miejsce (wynik w eliminacjach)[1].
- Mistrzostwa Świata – Eton 2006 – ósemka – 11. miejsce[1].
- Mistrzostwa Świata – Eton 2006 – czwórka bez sternika – 4. miejsce[1].
- Mistrzostwa Świata – Monachium 2007 – dwójka bez sternika – 1. miejsce[1].
- Mistrzostwa Świata – Linz 2008 – czwórka bez sternika – 1. miejsce[1].
- Igrzyska Olimpijskie – Pekin 2008 – dwójka bez sternika – 3. miejsce[1].
- Mistrzostwa Europy – Ateny 2008 – ósemka – 3. miejsce[1].
- Mistrzostwa Europy – Montemor-o-Velho 2010 – czwórka bez sternika – 1. miejsce[1].
- Mistrzostwa Europy – Montemor-o-Velho 2010 – ósemka – 6. miejsce[1].